# توماس يوهانسون (مصارع رياضي)
توماس يوهانسون (بالسويدية: Tomas Johansson)‏ هو مصارع رياضي سويدي، ولد في 20 يوليو 1962 في Haparanda ‏ في السويد.

## وصلات خارجية
- توماس يوهانسون على موقع قاعدة بيانات المصارعة الدولية (الإنجليزية)
- توماس يوهانسون على موقع أوليمبيديا (الإنجليزية)
- توماس يوهانسون على موقع اللجنة الأولمبية السويدية (السويدية)